# Redo för scouting
Redo för scouting var den första tidningen som var gemensam för Sveriges alla fem scoutförbund. Tidigare hade det funnits flera olika scouttidningar, men dessa gavs ut av de olika individuella förbunden. Det första numret av Redo för scouting kom ut hösten år 2000, och det sista numret kom ut hösten 2006, ett halvår innan storlägret Jiingijamborii. Tidningen behandlade generellt händelser inom scoutrörelsen, men hade oftast en intervju med någon välkänd person som prydde tidningens omslag. 
Redo för scouting ersattes av två nya scouttidningar, Scouten och Scoutmagasinet, båda två gemensamma för Sveriges fem scoutförbund. Skillnaden är att "Scouten" riktar sig till läsare i åldersgruppen 6-13 år, och "Scoutmagasinet" till scouter över 13 år. Redo för scouting hade givits ut som en enda tidning riktad till alla åldrar, och kunde därför vara lite svårbegriplig för de yngre scouterna.
Sammanlagt gavs 38 nummer av "Redo för scouting" ut.